# سیمارون (کلرادو)
سیمارون (به انگلیسی: Cimarron) یک منطقهٔ مسکونی در ایالات متحده آمریکا است که در شهرستان مانترووز، کلرادو واقع شده‌است. سیمارون ۲٬۱۰۲ متر بالاتر از سطح دریا واقع شده‌است.